# Лавренчук Тетяна Вікторівна
Тетя́на Ві́кторівна Лавренчу́к (нар. 3 березня 1993, село Острожок Баранівського району Житомирської області) — українська борчиня вільного стилю, бронзова призерка чемпіонату Європи, срібна призерка Європейських ігор.

## Біографія
Боротьбою почала займатися з 2006 року. Першим тренером був Сергій Мельник. З 2010 року є членом національної збірної команди України з жіночої боротьби. Того ж року стала бронзовою призеркою чемпіонату Європи серед кадетів в Сараєво. Отримала за цей успіх звання майстра спорту. Двічі повторювала цей результат, але вже на європейських першостях серед юніорів — в 2011 в Зренянині і в 2012 в Загребі. У 2013 році, після бронзової медалі у Тбілісі на чемпіонаті Європи серед дорослих отримала звання майстра спорту України міжнародного класу. З 2015 року тренується під керівництвом Ореста Скобельського. У 2015 здобула срібну нагороду Європейських ігор в Баку, поступившись у драматичному фіналі з рахунком 3-2 угорці Емеше Барці.
Переможниця та призерка всеукраїнських і міжнародних турнірів з вільної боротьби. Виступає за спортивні товариства «Динамо» (Житомир–Львів, від 2006) і «Спартак» (Львів, від 2015) переважно у ваговій категорії до 58 кг.
Випускниця Львівського державного університету фізичної культури (2015).

## Спортивні результати на міжнародних змаганнях

### Виступи на Чемпіонатах світу
| Змагання                        | Збірна  | Вагова категорія          | Місце |
| ------------------------------- | ------- | ------------------------- | ----- |
| Чемпіонат світу з боротьби 2013 | Україна | жіноча боротьба, до 59 кг | 5     |
| Чемпіонат світу з боротьби 2015 | Україна | жіноча боротьба, до 58 кг | 16    |

### Виступи на Чемпіонатах Європи
| Змагання                         | Збірна  | Вагова категорія          | Місце  |
| -------------------------------- | ------- | ------------------------- | ------ |
| Чемпіонат Європи з боротьби 2013 | Україна | жіноча боротьба, до 59 кг | Бронза |

### Виступи на Європейських іграх
| Змагання              | Збірна  | Вагова категорія          | Місце  |
| --------------------- | ------- | ------------------------- | ------ |
| Європейські ігри 2015 | Україна | жіноча боротьба, до 58 кг | Срібло |

### Виступи на Кубках світу
| Змагання                    | Збірна  | Вагова категорія          | Місце |
| --------------------------- | ------- | ------------------------- | ----- |
| Кубок світу з боротьби 2014 | Україна | жіноча боротьба, до 60 кг | 8     |
| Кубок світу з боротьби 2015 | Україна | жіноча боротьба, до 55 кг | 6     |

### Виступи на інших змаганнях
| Змагання                                        | Збірна  | Вагова категорія          | Місце  |
| ----------------------------------------------- | ------- | ------------------------- | ------ |
| Київський Міжнародний турнір з боротьби 2012    | Україна | жіноча боротьба, до 63 кг | 16     |
| Київський Міжнародний турнір з боротьби 2013    | Україна | жіноча боротьба, до 59 кг | Бронза |
| Турнір Олександра Медведя 2013                  | Україна | жіноча боротьба, до 59 кг | Бронза |
| Всесвітні ігри бойових мистецтв 2013            | Україна | жіноча боротьба, до 59 кг | Срібло |
| Золотий Гран-прі з боротьби 2013 (Баку)         | Україна | жіноча боротьба, до 63 кг | 5      |
| Турнір Дана Колова — Николи Петрова 2014        | Україна | жіноча боротьба, до 60 кг | Золото |
| Чемпіонат світу з боротьби серед студентів 2014 | Україна | жіноча боротьба, до 58 кг | 5      |
| Кубок Алроси 2015                               | Україна | жіноча боротьба, до 58 кг | Срібло |
| Золотий Гран-прі з боротьби 2015                | Україна | жіноча боротьба, до 58 кг | 5      |

### Виступи на змаганнях молодших вікових груп
| Змагання                                       | Збірна  | Вагова категорія          | Місце  |
| ---------------------------------------------- | ------- | ------------------------- | ------ |
| Чемпіонат Європи з боротьби серед юніорів 2011 | Україна | жіноча боротьба, до 63 кг | Бронза |
| Чемпіонат світу з боротьби серед юніорів 2011  | Україна | жіноча боротьба, до 63 кг | 16     |
| Чемпіонат Європи з боротьби серед юніорів 2012 | Україна | жіноча боротьба, до 63 кг | Бронза |
| Чемпіонат світу з боротьби серед юніорів 2012  | Україна | жіноча боротьба, до 63 кг | 5      |
| Чемпіонат світу з боротьби серед юніорів 2013  | Україна | жіноча боротьба, до 63 кг | 7      |
| Чемпіонат Європи з боротьби серед кадетів 2010 | Україна | жіноча боротьба, до 65 кг | Бронза |